# Ngetrep (Mojo)
Ngetrep is een bestuurslaag in het regentschap Kediri van de provincie Oost-Java, Indonesië. Ngetrep telt 2831 inwoners (volkstelling 2010).